# Aquarium de San Sebastián
El Aquarium de San Sebastián (España)  es  un Museo Naval Oceanográfico  que  se dedica a la educación y divulgación sobre el mundo submarino, así como a otros aspectos relacionados con la relación del ser humano con el mar. 
Fue fundado en 1908 por  la Sociedad Oceanográfica de Guipúzcoa.  
Su actual sede,  el Palacio del Mar- Aquarium, se encuentra  en el muelle donostiarra desde 1927 y alberga  una de las primeras colecciones vivas de fauna marina de la región cantábrica. 
El Aquarium de San Sebastián se considera  el primer museo creado en España dedicado a las ciencias naturales.

## Descripción
La historia del Aquarium de San Sebastián comenzó en 1903 con la visita a la ciudad de Alberto I de Mónaco. Gracias a sus ideas y a su ayuda desinteresada se fundó en 1908 la Sociedad Oceanográfica de Guipúzcoa, hoy denominada   Fundación Oceanográfica de Guipúzcoa.
El Museo Naval Oceanográfico fue el primer gran reto que desarrolló  en 1913 con la colaboración de la Diputación Foral De Guipúzcoa.
En 1928, con el soporte económico del Estado, se inauguró oficialmente la sede actual del Aquarium  con la presencia del rey Alfonso XIII y la reina Victoria Eugenia..
El Aquarium  es el segundo museo más visitado del País Vasco tras el Guggenheim de Bilbao.
Actualmente dispone de 32 acuarios y  un oceanario con un túnel  único en Europa en el que destacan los tiburones.
En su afán divulgativo tiene de un auditorio con capacidad para 196 personas.
Muchas generaciones de niños donostiarras han emulado a Julio Verne  con el esqueleto de una gran ballena, pescada con arpón  entre Zarauz y Guetaria en 1879,  situada en la sala principal de la entrada.
Hubo varias ampliaciones y renovaciones en los años 1998 y 2008. 
En 2006 el Aquarium de San Sebastián puso en marcha una  iniciativa de ámbito atlántico europeo: el Máster de Biología Marina en colaboración con Southampton University, Universidad del País Vasco , Universidad de Burdeos, Universidad de Lieja y AZTI-Tecnalia. Máster que en este momento recibe alumnos provenientes de todo el mundo.